# Kirby y el Pincel del Poder
Kirby: El Pincel del Poder, conocido en inglés como Kirby: Canvas Curse en Estados Unidos y como Kirby: Power Paintbrush en Europa además de Touch! Kirby (タッチ!カービィ Tacchi! Kābī?) en Japón, es un videojuego de plataformas desarrollado por HAL Laboratory y publicado por Nintendo para Nintendo DS. El juego llegó a los mercados japonés, estadounidense y europeo durante 2005, y posteriormente al mercado australiano en 2006.
Aunque Kirby: Power Paintbrush es un videojuego de plataformas, no es considerado un juego de plataformas tradicional como los juegos de Kirby vistos anteriormente. En esta ocasión, el jugador maneja a Kirby a través de la pantalla táctil y el stylus en vez de con el control clásico de botones.
Una secuela para Wii U, Kirby and the Rainbow Curse, se lanzó en 2015. Posteriormente, el juego se relanzó para la Consola Virtual de Wii U en Europa y Australia en diciembre de 2015 (como Power Paintbrush en ambas regiones), en Japón en febrero de 2016 y en Norteamérica en octubre de 2016.

## Jugabilidad
A diferencia de la mayoría de los juegos anteriores de Kirby, el jugador no controla a Kirby directamente con el pad direccional ni ningún botón. En su lugar, solo usa el lápiz táctil y la pantalla táctil para controlarlo, quien rueda como una pelota. El jugador puede dibujar líneas de arcoíris, por las que Kirby rodará. Estos caminos de arcoíris pueden formar rampas o puentes que Kirby puede cruzar, o muros para protegerlo de los proyectiles enemigos. Dibujar caminos agota las reservas de tinta de arcoíris del jugador, que se recargan lentamente mientras Kirby está en el aire o en un camino, pero rápidamente cuando está en el suelo.
El jugador puede usar el lápiz táctil para aturdir a los enemigos tocándolo. Después, puede permitir que Kirby se abalance sobre el enemigo con su propio impulso o desplazándose para derrotarlo. Derrotar a ciertos tipos de enemigos, ya sea desplazándose hacia ellos o tocándolos mientras está aturdido, hace que Kirby obtenga una de varias habilidades especiales, que puede usar en cualquier momento tocando a Kirby.
Kirby: Canvas Curse abarca ocho mundos, y todos menos uno tienen tres niveles. Se utilizan diversos temas a lo largo del juego, desde una zona volcánica hasta una zona helada. El objetivo de cada nivel es alcanzar una puerta con los colores del arcoíris. A medida que el jugador avanza en el juego, los peligros del entorno se vuelven mucho más abundantes. En un nivel, el jugador debe maniobrar a Kirby con la suficiente rapidez para evitar ser derrotado por una masa de lava en constante ascenso. Ocasionalmente, Kirby se topará con una barrera que impide que se creen líneas de pintura en su interior, obligándolo a no hacer nada más que rodar, correr y usar un poder (si corresponde). Algunas partes de estos niveles se pueden jugar en el modo Rainbow Run, donde la velocidad y la cantidad de pintura utilizada son factores clave para el éxito del jugador.
Al final de cada mundo, excepto el siete, Kirby debe enfrentarse a un jefe. En los mundos uno al seis, la primera vez que los completa, debe enfrentarse a uno de cada jefe: Paint Roller, Kracko o King Dedede (cada uno debe ser combatido dos veces). Con la excepción del jefe final, todos los jefes se basan en minijuegos . El jefe del mundo ocho es la villana principal de Kirby: Canvas Curse, Drawcia Sorceress. Drawcia comienza en su forma estándar. Al ser derrotada, se transformará en una gran bola de pintura con cinco ojos y una boca llamada Drawcia Soul.
Kirby: Canvas Curse incluye coleccionables especiales llamados Medallas, que permiten desbloquear funciones secretas del juego, como personajes, pruebas de sonido y colores de pintura alternativos. Estas medallas se pueden obtener en los niveles principales, derrotando jefes o en el modo desafío Rainbow Run, donde Kirby debe completar una parte de uno de los niveles principales con el objetivo de superarlo lo más rápido posible o utilizando la menor cantidad de pintura posible.

## Recepción
Kirby: Canvas Curse recibió críticas generalmente favorables según Metacritic, un sitio web de reseñas. En Japón, cuatro críticos de Famitsu le dieron al juego una puntuación total de 34 sobre 40.
La jugabilidad con lápiz táctil también ha sido destacada: IGN la considera "increíblemente innovadora", GameSpy la considera "bastante gratificante" y GameSpot la considera "una parte satisfactoria de la jugabilidad". Official Nintendo Magazine lo clasificó como el 96.º mejor juego disponible en las plataformas de Nintendo.
The New York Times le dio una crítica muy favorable y lo calificó de "tremendamente divertido". The Sydney Morning Herald le dio cuatro estrellas de cinco, afirmando que " el uso que hace Kirby de la tecnología de pantalla táctil crea un juego novedoso y atractivo ".